# Відкритий чемпіонат США з тенісу 2019
Відкритий чемпіонат США з тенісу 2019 проходив  з 26 серпня по 8 вересня 2019 року на відкритих кортах Тенісного центру імені Біллі Джин Кінг у парку Флашинг-Медоуз у районі Нью-Йорка Квінз. Це був четвертий, останній турнір Великого шолома календарного року.
Титули чемпіонів США в одиночному розряді у чоловіків та жінок захищали Новак Джокович та Наомі Осака, відповідно. Як Джокович, так і Осака вибули з турніру до чвертьфіналу. Джокович змушений був припинити боротьбу через травму плеча.

## Огляд подій та досягнень
У чоловіків в одиночному розрядді перемогу святкував іспанець Рафаель Надаль. Для нього це четверте чемпіонство США і 19-ий титул Великого шолома загалом. 
У жінок в одиночному розряді перемогла 19-річна канадка Б'янка Андреєску. Це перший титу Великого шолома не тільки особисто для Андреєску, а й для Канали загалом. Турнір для переможниці був дебютним, раніше вона не пробивалася до основної сітки змагань. 
Серед чоловічих пар перемогли колумбійці Хуан Себастьян Кабаль та Роберт Фара.  Для них це перший титул чемпіонів США і другий  парний титул Великого шолома, проте Кабаль має у своєму активі також перемогу у міксті на Відкритому чемпіонаті Австралії.
Серед жіночих пар виграв бельгійсько-білоруський дует Елісе Мертенс та Орина Соболенко. Для обох тенісисток це перший титул Великого шолома.
У змінашому парному розряді американка Бетані Маттек-Сендс та шотландець Джеймі Маррей зуміли захистити свій титул. Маррі здобув третю перемогу в цьому виді  змагань поспіль.

## Результати фінальних матчів

### Дорослі
| Одиночний розряд. Чоловіки (Докладніше) |                                     |                         |
| Рафаель Надаль                          | Данило Медведєв                     | 7–5, 6–3, 5–7, 4–6, 6–4 |
|                                         |                                     |                         |
| Одиночний розряд. Жінки (Докладніше)    |                                     |                         |
| Б'янка Андреєску                        | Серена Вільямс                      | 6-3, 7-5                |
|                                         |                                     |                         |
| Парний розряд. Чоловіки (Докладніше)    |                                     |                         |
| Хуан Себастьян Кабаль Роберт Фара       | Марсель Гранольєрс Орасіо Себальйос | 6-4,7-5                 |
|                                         |                                     |                         |
| Парний розряд. Жінки (Докладніше)       |                                     |                         |
| Елісе Мертенс Орина Соболенко           | Вікторія Азаренко Ешлі Барті        | 7–5, 7–5                |
|                                         |                                     |                         |
| Мікст (Докладніше)                      |                                     |                         |
| Бетані Маттек-Сендс Джеймі Маррей       | Чжань Хаоцін Майкл Вінус            | 6-2, 6-3                |
|                                         |                                     |                         |

### Юніори
| Одиночний розряд. Хлопці           |                                      |                    |
| Йонаш Форейтек                     | Еміліо Нава                          | 6–7(4–7), 6–0, 6–2 |
|                                    |                                      |                    |
| Одиночний розряд. Дівчата          |                                      |                    |
| Марія Каміла Осоріо Серрано        | Александра Єпіфанова                 | 6–1, 6–0           |
|                                    |                                      |                    |
| Парний розряд. Хлопці              |                                      |                    |
| Еліот Спіззіррі Тайлер Зінк        | Ендрю Паульсон Олександр Згіровський | 7–6(7–4), 6–4      |
|                                    |                                      |                    |
| Парний розряд. Дівчата             |                                      |                    |
| Камілла Бартоне Оксана Селехметєва | Обан Дроге Селена Яніцієвич          | 7–5, 7–6(8–6)      |
|                                    |                                      |                    |